# Мартинівська сільська рада (Гадяцький район)
Мартинівська сільська рада — колишній орган місцевого самоврядування у Гадяцькому районі Полтавської області з центром у селі Мартинівка.

## Населені пункти
Сільраді були підпорядковані населені пункти:
- c. Мартинівка
- с. Велике
- с. Воронівщина
- с. Могилатів
- с. Морозівщина
- с. Шадурка